# 杉本なつみ
杉本 なつみ（すぎもと なつみ、1974年9月10日 - ）は、関西テレビ放送の社員。元アナウンサー。

## 来歴
兵庫県川西市出身。神戸女学院中学部・高等学部卒業、1997年3月、神戸女学院大学卒業後の同年4月、アナウンサーとして関西テレビに入社。同期入社は同じアナウンス部に所属している岡安譲。同じ大学の同級生が、元朝日放送アナウンサーであったフリーアナウンサーの赤江珠緒。
学生時代の部活動では、バンドを組んでおりベースを担当していた。就職活動では後述の音楽を深く嗜んでいたこともあって、テレビ局を志望しておらず、ラジオ局もしくはレコード会社を志望していた。
しかし、テレビ局のアナウンス試験を受験した結果合格した。
野村克也が阪神タイガースの一軍監督に就任した1999年4月からは、同球団の情報番組『なにぬねノムさん』（土曜11:00 - 11:30）に半年間出演。後に同時間帯で放送された『ぶっちゃけ!生タマゴン』→『ぶったま!』では、スポーツコーナーの進行役を務めた。
2023年6月25日、人事異動のためアナウンス部を離れることを自身のTwitterで公表した。異動は30日付で、新しい職場はビジネス本部コンシューマービジネス局イベント事業部。

## 人物
- 音楽に造詣が深く、80年代の歌謡曲を好んで聴いており、中森明菜のファンであった。また、2000年代からK-POPにどハマりし、後刻開設した自身のTwitterアカウントにて発信する内容のほとんどがK-POPアーティストや楽曲の情報である。
- サスペンスドラマ視聴を好んでいる。
- 関西テレビホームページ内の自身のブログ「負け犬日記」では、韓国の歌手や俳優などの韓流スターに関する記述や、韓国旅行に頻繁に出掛けているエピソードが大半を占める。特に旅行に関してはほぼ毎回「現地の人に間違えられて普通に話しかけられて困る」という。

## 担当番組

### 過去
- KTVワイドニュース
- アタック ザ・ヒューマン（スポーツコーナー）
- FNNスーパーニュースKANSAI （スポーツコーナー、天気コーナー）
- なにぬねノムさん
- FNNスーパーニュースほっとKANSAI （スポーツコーナー）
- ぶっちゃけ!生タマゴン（進行）
- ほんじゃに! （進行）
- ぶったま! （スポーツコーナー「ぶっSPO!」進行）
- GO!GO!ガリバーくん（司会進行）
- 南パラZ! （進行）
- 週刊プラチケ!
- FNNスーパーニュースアンカー （村西利恵の代役）
- あっぷ&UP! （2009年10月の番組リニューアルを機にレギュラー出演）
- テレビの素（進行）
- キキミミ! （木曜・金曜レギュラー）
- FNNスピーク（2009年10月 - 、土曜ローカルニュース）
- ニュースJAPAN （ローカルパート月曜キャスター）
- 月刊カンテレ批評
- 大阪国際女子マラソン
- ハピくるっ! （進行）
- あしたの、喜多善男〜世界一不運な男の、奇跡の11日間〜
- テレビのミカタ（2010年10月 - 2014年3月）
- 2時45分からはスローでイージーなルーティーンで→1時50分からはスローでイージーなルーティーンで（月 - 水曜日天の声（ナレーション）、2021年3月 - 2023年9月）
- カンテレNEWS
- 放送開始・終了のナレーション

## 映画
- リターナー
- 大奥（映画版・フジテレビ系列27局の女子アナ計31人中の一人として）